# Río Bombuscaro
El Bombuscaro es un río en la provincia de Zamora Chinchipe, afluente del río Zamora. Conocido antes como Bombuscara, su nombre proviene del shuar wampushkar y significa "aguas claras". Es conocido porque en los bosques que lo rodean se encuentra una diversidad de aves endémicas. Nace en las lagunas del Nudo de Sabanilla y la mayor parte de su recorrido lo hace dentro del Parque nacional Podocarpus.
Para acceder al Parque nacional Podocarpus existe por la margen derecha del río una carretera de 6 km, desde Zamora. Durante el trayecto por esta vía en el kilómetro 3, se encuentran las Cabañas Ecológicas Copalinga, un sitio para hospedarse y observar aves únicas en el lugar. Cerca de su desembocadura en el Zamora, está el famoso balneario natural del Río.
- Datos: Q9071689
- Multimedia: Río Bombuscaro / Q9071689